# يوزيف لورينز
يوزيف لورينز (بالرومانية: József Lörincz)‏ هو لاعب كرة قدم روماني في مركز الدفاع، ولد في 13 أبريل 1985 في بيستريتسا في رومانيا. لعب مع بيهور أوراديا ونادي بوتوشاني.

## وصلات خارجية
- يوزيف لورينز على موقع قاعدة بيانات كرة القدم.إي يو (الإنجليزية)
- يوزيف لورينز على موقع Soccerway.com (الإنجليزية)